# Ла Моль, Жозеф Бонифас де

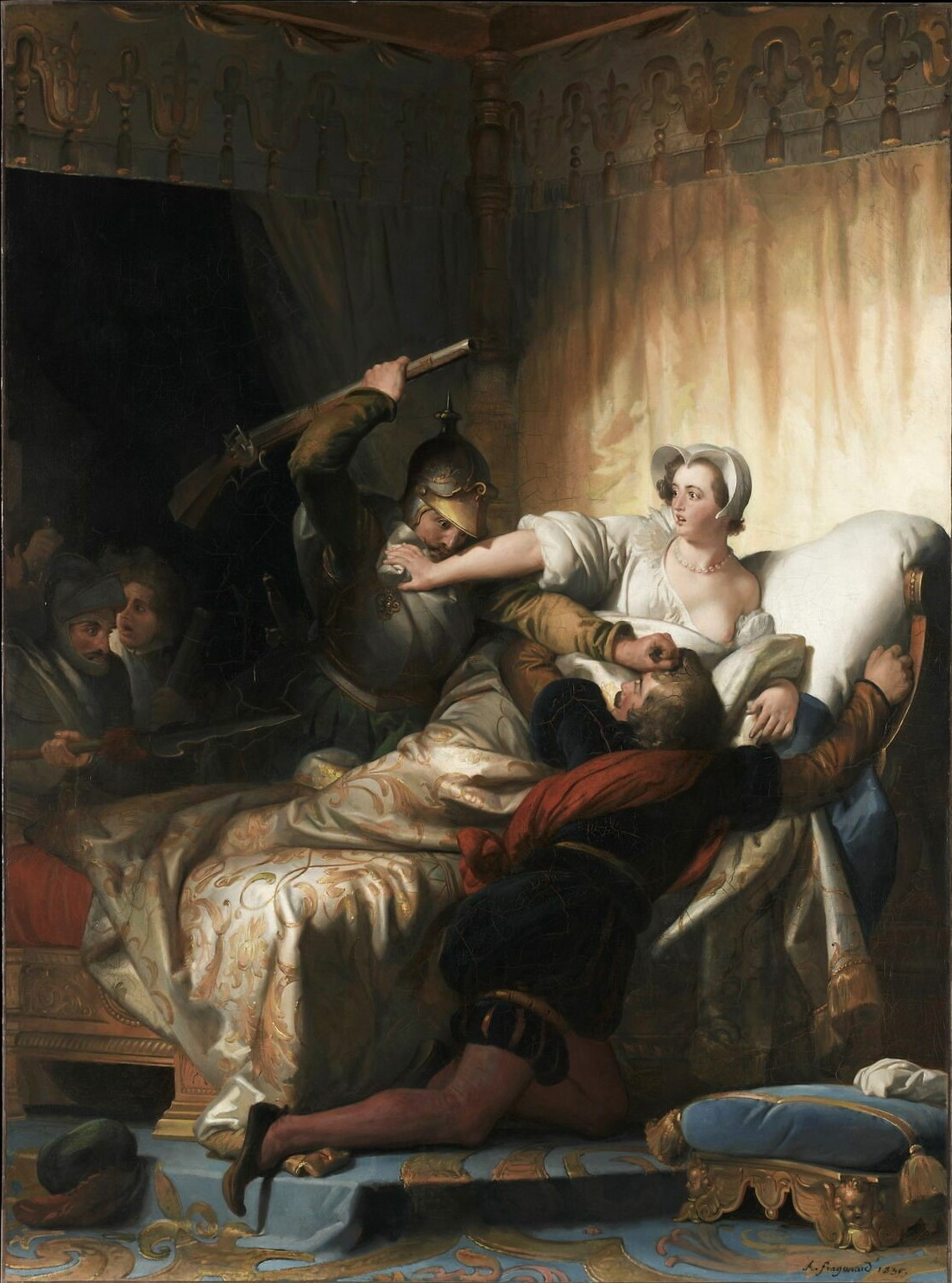
В Варфоломеевскую ночь Маргарита Наваррская укрыла у себя в спальне гугенота Лерака. В романе Дюма героем этого эпизода сделан де Ла Моль. Картина А.-Э. Фрагонара (1836)

Жозе́ф Бонифа́с де Ла Моль (Joseph Boniface de La Môle; ок. 1526—1574) — французский дворянин (очень часто его называют графом, что не соответствует действительности).  Знаменитый авантюрист царствования Карла IX, миньон герцога Франсуа Алансонского и вероятный любовник его сестры Маргариты, который вместе с графом Аннибалом де Коконасом был обвинён в «заговоре недовольных» и четвертован на Гревской площади. Протестантский памфлет Le Divorce satyrique 1607 года утверждает, что Маргарита хранила его забальзамированную голову в своей спальне.
Де Ла Моль запомнился современникам как фанатичный  католик, который изнурительными мессами пытался искупить свою неразборчивость в любовных связях. Екатерина Медичи и Карл IX считали, что именно он настраивает своего покровителя герцога Алансонского против старшего брата, герцога Анжуйского. Во время осады Ла-Рошели (где де Ла Моль был ранен) король дважды приказывал его удавить и, по слухам, лично держал свечу, когда шестеро его подручных устроили в Лувре засаду на ненавистного ему придворного.
Де Ла Моль выдал королеве-матери заговор недовольных, в сущности, направленный против клики её итальянских советников. Заговорщики планировали переправить герцога Алансонского и Генриха Наваррского из пределов Франции в княжество Седанское. По этому делу де Ла Моль был предан суду и казнён. Ла Моль был обвинён в том, что якобы пытался проткнуть доставленной ему астрологом Козимо Руджиери спицей восковую фигурку умиравшего в Венсенском замке короля Карла IX с тем, чтобы ускорить его смерть и передать престол, в обход следующего брата, Алансону.
Фигуру де Ла Моля прославил Александр Дюма, сделавший его одним из главных героев своего романа «Королева Марго» (1845) и одноимённой пьесы (1847). Де Ла Моль в этом романе имеет мало общего со своим историческим прототипом, там он молодой гугенот, имеет немного другое имя и носит вторую фамилию Лерак. В романе Ла Моль назван графом, возможно, из-за этого реальному Ла Молю ошибочно приписывают графский титул.
Во французской экранизации романа (1994) де Ла Моля сыграл Венсан Перес, в российском телесериале — Дмитрий Харатьян. В романе Стендаля «Красное и чёрное» (1830) семейство маркиза де Ла Моль принадлежит к тому же роду и в годовщину казни своего предка носит траур.